# Никифоров, Вадим Викторович
Вадим Викторович Никифоров (21 сентября 1940, Сочи — 23 ноября 1999) — советский футболист, вратарь. Мастер спорта СССР.

## Биография
Начал заниматься футболом в Сочи, тренер Пётр Саввич Гаврилиади. В 1957 году был замечен командой «Знамя Труда» Орехово-Зуево, за которую выступал в 1960—1963, 1965 годах. Финалист Кубка СССР 1962 года, в финальном матче вышел на замену после перерыва. В дальнейшем играл в первенстве Краснодарского края за «Строитель» Сочи, в 1969 году с командой дошёл до финального этапа в классе «Б». В 1970 году играл за «Спартак» Хоста.
Работал судьёй в первой и второй лигах, параллельно был членом, затем председателем городской федерации футбола.
Работал тренером в «Жемчужине» Сочи (1991), «Торпедо» Адлер (1993).